# جون غاندل
جون غاندلAC (بالإنجليزية: John Gandel)‏ (ولد عام 1935 باسم آرون جونا غاندل)، رجل أعمال أسترالي، مطور عقاري ومحسن، جمع ثروته في تطوير العقارات التجارية وكذلك مراكز التسوق الموجودة في ملبورن، فيكتوريا.